# Urbain Gerlo
Urbain Gerlo (Waasmunster, 31 mei 1897 - aldaar, 12 oktober 1986) was een Belgisch kunstschilder.

## Biografie
Hij volgde in zijn geboortedorp Waasmunster academie, gevolgd door een opleiding voor de schilderkunst op het academie te Sint-Niklaas en Gent. Later startte hij in de Vlaanderenstraat te Gent een kunstgalerij.
In zijn werken gebruikte hij een typisch Vlaamse thematiek. Hij schilderde vooral Vlaamse dorpjes met kerken en molens maar ook winterlandschappen, knotwilgen en portretten.
Naast het schilderen met olieverf werkte hij met pastelkrijt en houtskool. Hij ontwierp een eigen stijl met grote gekleurde zandtapijten. Hiermee boekte hij internationaal succes met als hoogtepunt de Wereldtentoonstelling van 1964 in New York.
In de repressie na de Tweede Wereldoorlog werd hij opgesloten in het hechteniskamp te Lokeren. Later werd hij vereerd tot ridder in de Kroonorde van koning Leopold II (1972) en ontving hij de Gouden Palmen der Kroonorde. (1966)
Hij is blijven schilderen tot hoge leeftijd waardoor hij een zeer groot oeuvre naliet. Hij is in 1986 op negenentachtige leeftijd overleden.
Voornaamste tentoonstellingen in het binnenland: Kunst- en letterkring Gent, Cultureel Centrum, Brussel, Vlaams huis Antwerpen, Museum Sint Niklaas.
Voornaamste tentoonstellingen in het buitenland: Wereldtentoonstelling New York 1964-1965, Internationaal Salon Biarritz (Frankrijk), Internationaal Salon Enschede (Nederland.